# Smörbollssläktet
Smörbollssläktet (Trollius) är ett växtsläkte i familjen ranunkelväxter med ca 30 arter från den norra tempererade zonen. Flera arter odlas som trädgårdsväxter.
Släktet består av fleråriga, kala örter men upprätt, ogrenad stjälk. Bladen är handflikiga med sågade kanter. Blommorna är toppställda och sitter ofta ensamma eller några få i grupp. Hyllebladen sitter i två kransar, de yttre hyllebladen är fem till talrika, gula, blekgula eller purpuraktiga, ibland samlade till en boll. De inre hyllebladen är ombildade till nektarier. Ståndarna är talrika. Frukten är en baljkapsel. 